# Creditcard

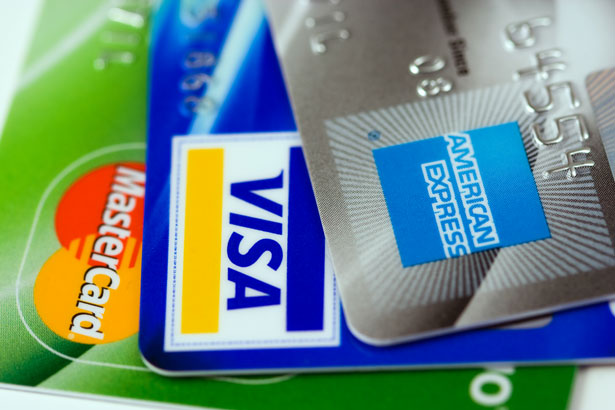
Creditcards (Mastercard, VISA en American Express)

Een creditcard of kredietkaart is een betaalkaart voor aankopen die pas achteraf worden betaald in tegenstelling tot een debetkaart waarbij het bedrag direct van de rekening wordt afgeschreven. De ‘uitgestelde’ betaling (debet) kan op twee manieren:
- automatische debitering van de gekoppelde zichtrekening voor het verzameld bedrag uitgegeven in de voorbije periode (vaak een maand)
- ad hoc debitering van een deel van het openstaand saldo (vaak wettelijk voorgeschreven hoeveel) met rente op het later te vereffenen restbedrag.

## Lening
Bij het gebruik van een creditcard wordt vanuit wettelijk oogpunt een (persoonlijke) lening aangegaan. Dit verklaart waarom de aanvraag van een kredietkaart steeds een kredietwaardigheidsonderzoek van de verstrekker (vaak financiële instelling) vergt. De bestedingslimiet is het bedrag per maand dat besteed kan worden. Bij maandelijkse betaling van het uitstaande bedrag is dit tevens de maximale schuld.

## Creditcard brandsen varianten
VISA (ook geschreven Visa), Mastercard (ook geschreven MasterCard), American Express (AmEx) en Diners Club zijn voorbeelden van creditcardmaatschappijen (creditcard brands). De kaarten worden in meer landen geaccepteerd (betaling ter plaatse en via internet) dan bijvoorbeeld een Nederlandse betaalpas. Mastercard heeft de meeste betaallocaties, VISA wordt in ontwikkelingslanden en weinig toeristische gebieden het meest geaccepteerd. American Express richt zich meer op het luxesegment en beschikt over de meeste premium betaallocaties. Diners Club wordt gebruikt door een selecte, maar koopkrachtige groep consumenten en bedrijven.
Per maatschappij kunnen meerdere bedrijven eigen versies van die creditcard uitgeven. In Nederland geeft ING bijvoorbeeld twee creditcards van Mastercard uit (de ING Creditcard en de ING Platinumcard, waar de naam Mastercard niet prominent op staat, maar wel het logo van Mastercard, van twee overlappende cirkelschijven), maar wereldwijd doen veel bedrijven dat. Een bedrijf dat aangeeft met welke creditcards klanten kunnen betalen geeft bijvoorbeeld aan dat creditcards van Visa en Mastercard worden geaccepteerd, en niet welke versies. Soms is er aan de uitgevende kant nog een derde partij, zoals bij de ANWB Visa creditcards (Classic, Silver en Gold), uitgegeven door International Card Services (ICS).
In de Benelux werken de meeste banken samen met Mastercard en VISA, maar er zijn ook diverse bankonafhankelijke creditcards.

## Geschiedenis
In 1950 introduceerden Ralph Schneider en Frank X. McNamara het idee om te betalen met een algemene kredietkaart. In de Verenigde Staten produceerde Diners Club de eerste kredietkaart en introduceerde zijn club-card in 1957 op de Nederlandse markt. In 1966 werd het concept in heel Europa geïntroduceerd, maar was lange tijd vooral beschikbaar voor hogere marktsegmenten. Ze werden voornamelijk uitgegeven aan (luxe) reizigers en zakenlieden door American Express, VISA en Mastercard die een uitgebreid wereldwijd netwerk van acceptatiepunten wisten op te bouwen.
In 2010 waren er wereldwijd meer dan 2 miljard creditcards in omloop en zijn er meer dan 28 miljoen acceptatieadressen in ongeveer 200 landen (bron: maatschappelijk overleg betalingsverkeer). In Nederland is het aantal kaarten snel toegenomen, van 1,5 miljoen in 1998, via bijna 2,7 miljoen in 2007, naar 6 miljoen in 2010 (bron: maatschappelijk overleg betalingsverkeer). De kaart wordt met name gebruikt bij betalingen in restaurants, hotel(reserveringen) en bij autoverhuurders. Mondiaal zijn er grote verschillen in het creditcardgebruik. Zo had de werkzame inwoner van de Verenigde Staten in 2017 gemiddeld 2,6 creditcards terwijl dat in België en Nederland respectievelijk 0,17 en 0,74 was.
Volgens de Nederlandsche Bank heeft 55 procent van de consumenten een creditcard. De meesten van hen hebben er maar één. Slechts 9 procent heeft er twee en 2 procent heeft er drie Het creditcardbezit is hoger onder mannen dan onder vrouwen en mensen van 45-64 jaar hebben relatief vaker een creditcard dan mensen jonger dan 45 jaar of ouder dan 64 jaar. Ook mensen uit hogere opleidings- en inkomensklassen hebben vaker een creditcard.
Het aantal binnenlandse transacties (offline & online) is in 10 jaar tijd met ruim 70% toegenomen. Het aantal transacties door Nederlanders in het buitenland is daarentegen gestegen met ruim 94%.
In 2022 voerden Nederlanders 6,1 miljard betaalkaarttransacties uit voor een totaalbedrag van 182 miljard euro, een stijging ten opzichte van 2021, toen er 4,9 miljard transacties waren voor 144 miljard euro. Volgens De Nederlandsche Bank (DNB) werd deze toename voornamelijk gedreven door de heropening van de economie na de coronacrisis, met meer uitgaven aan buitenlandse vakanties en in de horeca. Kaartbetalingen bestaan uit pin- en creditcardtransacties, zowel aan de kassa als online, door particulieren en bedrijven.

## Werkwijze
Betalen met een creditcard is makkelijk vanwege de brede en wereldwijde acceptatie. Een handtekening en het tonen van de pas was lange tijd gangbaar, maar omdat het betalen met een handtekening relatief onveilig werd (na verlies of diefstal van de creditcard kon een handtekening immers eenvoudig worden nagemaakt), is de pincode op de creditcard geïntroduceerd. Met behulp van deze geheime persoonlijke code werd een betaling veiliger. Bij sommige automaten kan betaald worden zonder invoer van de pincode. Essentieel in een pinbetaling is de aanwezigheid van een directe verbinding met de kaart-uitgevende instelling. Indien deze verbinding niet aanwezig is, kan met een handtekening alsnog worden betaald. Een grotere stap in het betaalgemak met een creditcard is de introductie van de chip op de creditcard. De pincode kan door de chip worden geverifieerd zonder aanwezigheid van een verbinding met de kaartuitgevende instelling.
Voor sommige creditcardbetalingen is een extra beveiligingscode (afwisselend CVC, CVV, CID, CIN of CRC genoemd) nodig. Bij VISA en Mastercard is het een getal van drie cijfers, achter de laatste vier van het kaartnummer, in de handtekeningstrook op de achterkant van de kaart. Bij American Express is het een getal van vier cijfers, op de voorkant van de kaart, meestal rechts boven het kaartnummer.
Hoeveel kan worden gekocht met een creditcard is afhankelijk hoeveel krediet de rekeninghouder heeft. Die bestedingsruimte wordt niet bepaald door een actueel saldo op een bankrekening, maar wordt bij uitgifte vastgesteld door de creditcarduitgevende instelling, meestal een bank.

## Internetbetalingen
Met een creditcard kunnen op het internet artikelen gekocht worden in webshops. Er is geen pin, geen elektronische handtekening en geen directe verbinding met de creditcardinstantie nodig, alleen het creditcardnummer, tenaamstelling en einddatum. Aan zulke betalingen komt de fysieke kaart dus niet te pas, behalve voor het aflezen van de gegevens.
Om de veiligheid van creditcardtransacties op internet te verhogen, wordt het steeds gebruikelijker dat er naast bovengenoemde gegevens een extra verificatiestap moet worden doorlopen. Met een zogeheten internet-interface brengt de internetondernemer de kaarthouder in contact met de kaartuitgevende bank. De klant krijgt een scherm voor zich en moet zijn vaste of eenmalig wachtwoord invoeren. 
Voor internetbetalingen wordt soms gebruik gemaakt van een virtuele creditcard. Dit is een digitale creditcard van VISA of Mastercard waarbij de gebruiker een kaartnummer krijgt dat gebruikt kan worden voor online aankopen. Een virtuele creditcard is geen echte creditcard, omdat er geen krediet kan worden verstrekt door de creditcardaanbieder. De kaarthouder dient vooraf geld te storten op de rekening van de virtuele kaart, alvorens de kaarthouder betalingen kan uitvoeren.

## Kosten voor de consument
- Een creditcard kost doorgaans een vast bedrag per jaar (sommige banken bieden het gebruik van een creditcard gratis aan). Deze jaarbijdrage (en ook de inkomenseis) is in de regel hoger naarmate meer faciliteiten (vaak geclassificeerd als Classic, Business, Silver, Gold of Platinum) en een hogere bestedingslimiet wordt geboden.
- Bij betaling van een bedrag in euro's met een creditcard voor particulieren van Mastercard of Visa mag aan de betaler geen toeslag in rekening worden gebracht. Voor zakelijke creditcards en voor kaarten van American Express en Diners Club mag nog wel een toeslag worden aangerekend. Deze kaarten worden niet tot de consumentenbetaalmiddelen gerekend.[7]
- Als er gebruik wordt gemaakt van een aflossing in termijnen na gebruik van een creditcard kan de rente op jaarbasis oplopen tot maximaal 15 procent. Wordt het met een incasso ineens van de lopende rekening afgeboekt, dan wordt doorgaans geen rente in rekening gebracht.
- Kosten per transactie bij contant geld opnemen bij een geldautomaat. Deze kosten kunnen per aanbieder sterk verschillen, maar liggen doorgaans rond de 4,50 euro per opname, of bestaan uit een percentage van het opgenomen bedrag.
- Bij betaling in landen met andere munten dan de euro kan per transactie een vergoeding (wisselkoersopslag) in rekening worden gebracht.
- Er kan maandelijks opgenomen worden tot de kredietlimiet en in enkele gevallen eroverheen. Overschrijden van deze limiet wordt beboet.

De verkopende partij (acceptant genoemd) dient een onkostenvergoeding (provisie) af te dragen. Deze provisie bestaat
meestal uit een percentage van het transactiebedrag.

## Schulden
Creditcards worden steeds vaker gebruikt als alternatief voor een persoonlijke lening. Tussen 1998 en 2010 stegen de creditcardschulden in Nederland van 200 miljoen euro naar 1,4 miljard euro (bron: CBS). Consumenten betalen hierdoor hoge rentes, met name indien zij met verschillende creditcards schuld op schuld stapelen. Deze rente is veel hoger dan de rente op een doorlopend krediet. Dit is ook de reden dat de kaarten voor de banken financieel aantrekkelijk zijn.
In de Verenigde Staten is de problematiek van de creditcardschulden nog aanzienlijk groter dan in Europa.

## Fraude
Het komt voor dat creditcardgegevens worden gestolen en gebruikt om betalingen te doen. De consument krijgt dan te maken met afschrijvingen voor aankopen die hij niet heeft gedaan. In de meeste gevallen kan de consument deze afschrijvingen ongedaan maken omdat creditcardorganisaties standaard de mogelijkheid bieden om foutieve betalingen terug te laten boeken (chargeback). Dit om misbruik van de kaart achteraf recht te kunnen zetten.
Diefstal van creditcardgegevens kan op verschillende manieren plaatsvinden, bijvoorbeeld:
- Skimmen: het op onrechtmatige wijze kopiëren van creditcardgegevens.
- Een consument vult zijn creditcardgegevens via zijn pc op internet in, terwijl zijn pc is besmet met een virus, bijvoorbeeld een keylogger, dat deze gegevens doorgeeft aan fraudeurs.
- Via valse e-mails en websites (phishing) wordt de consument informatie ontfutseld over creditcards en pincodes.
- Indien de verbinding tussen de pc van de consument en de website van de verkoper niet goed is beveiligd.
- Creditcardgegevens worden - bijvoorbeeld door hackers - gestolen uit de databases van webwinkels.
- Kopiëren van beide zijden van de kaart - Ten behoeve van een transactie krijgt een derde (verkoper/ober) de kaart in handen, hij maakt met een camera een foto van beide zijden van de kaart.

Niet alleen consumenten, maar ook webwinkels zijn regelmatig slachtoffer van creditcardfraude, waarbij consumenten bestellingen doen via internet en vervolgens de betaling na ontvangst van de producten terugdraaien via de creditcardmaatschappij. Om dit probleem te voorkomen werd het 3D-Secure beveiligingsprotocol ontwikkeld. Als de webwinkel dit toepast, heeft de winkel geen chargebackrisico meer van kaarthouders die achteraf (terecht of onterecht) claimen de transactie niet verricht te hebben.